# Reginald Arthur
Reginald Arthur (1871 à Skipton-in-Craven, Angleterre - 1934) est un peintre britannique.